# Leigh (Greater Manchester)
Leigh ist eine Stadt im District Wigan in der Grafschaft Greater Manchester, England. Leigh ist 18,2 km von Manchester entfernt. Im Jahr 2001 hatte Leigh 43.006 Einwohner.
In Leigh befindet sich der Sportkomplex Leigh Sports Village mit 12.000 Plätzen, in dem unter anderem Spiele der Fußball-Europameisterschaft der Frauen 2022 ausgetragen wurden, darunter ein Viertelfinale.

## Söhne und Töchter der Stadt
- James Hilton (1900–1954), Schriftsteller
- Ada Smith (1903–1994), Turnerin
- Hilda Smith (1909–1995), Turnerin
- Harold Barton (1910–1969), Fußballspieler
- Nigel Short (* 1965), Schachgroßmeister
- Gillian Keegan (* 1968), Politikerin
- Paul Lyons (* 1977), Fußballspieler
- Sarah Jayne Dunn (* 1981), Schauspielerin